# Linda Leppänen
Linda Leppänen, geb. Välimäki, (* 31. Mai 1990 in Ylöjärvi) ist eine ehemalige finnische Eishockeyspielerin und -trainerin, die über viele Jahre bei Ilves Tampere in der Naisten Liiga aktiv war. Välimäki war von etwa 2009 bis 2019 Mitglied der finnischen Nationalmannschaft und gewann mit dieser mehrfach Medaillen bei Olympischen Winterspielen und Eishockey-Weltmeisterschaften.

## Karriere
Linda Välimäki stammt aus dem Nachwuchsbereich von Ilves Ylöjärvi. 2002 debütierte sie für ihren Heimatverein in der höchsten Fraueneishockey-Spielklasse Finnlands, der Naisten SM-sarja. Zwischen 2005 und 2010 spielte sie für Ilves Tampere in der SM-sarja und gewann 2006 mit Ilves ihre erste finnische Meisterschaft. In der Saison 2009/10 42 Toren, 35 Assists und 77 Scorerpunkten sowohl beste Torschützin, als auch Topscorerin der höchsten Spielklasse. Am Ende der Saison gewann Ilves die finnische Meisterschaft und Välimäki trug zu diesem Erfolg in den Playoffs in 11 Spielen 6 Tore und 13 Vorlagen bei.
Von 2010 bis 2016 war Välimäki für die Espoo Blues aktiv. Während der Saison 2011/12 brachte sie ihre Tochter Ada zur Welt und verpasste so den Großteil der Spielzeit. Am Ende der Saison 2012/13 erzielte sie im letzten Spiel der Finalserie das Meisterschafts-entscheidende Tor zu ihrem ersten Meistertitel mit den Blues. In den folgenden zwei Spieljahren gewann sie mit den Blues zwei weitere finnische Meisterschaften und erhielt zahlreiche persönliche Auszeichnungen, unter anderem die Ehrung als Play-off-MVP, beste Stürmerin und die mehrfache Wahl ins All-Star-Team. Darüber hinaus gewann sie insgesamt fünf Mal die Tiia-Reima-Trophäe für die erfolgreichste Torschützin der Hauptrunde.
Zur Saison 2017/18 kehrte sie zu Ilves Tampere zurück und erreichte mit Ilves zwei Vizemeisterschaften. Im Oktober 2017 erzielte sie ihr 300. Tor in der höchsten finnischen Spielklasse. 2019 beendete sie ihre Karriere als Spielerin, nachdem sie bereits ab 2018 die U20-Mannschaft der Ilves Naiset als Trainerin betreut hatte. Im Juli 2020 heiratete sie Jukka-Pekka Leppänen und nahm dessen Nachnamen an.
Zur Saison 2020/21 wurde sie Cheftrainerin der Ilves Naiset. Während der Saison 2021/22 kehrte sie für ein Spiel aufs Eis zurück. Im April 2022 beendete sie ihre Tätigkeit bei Ilves, um sich mehr um ihre drei Kinder kümmern zu können.
Välimäki hat insgesamt 336 Hauptrundenspiele in der SM-sarja respektive Liiga absolviert, in denen sie 360 Tore erzielte und 342 weitere vorbereitete. In den Play-offs erreichte sie in 93 Spielen 57 Tore und 72 Assists (Stand: August 2022). Sie hält damit mehrere Rekorde der Naisten SM-sarja (Liiga).

### International
Linda Välimäki absolvierte ihre ersten Länderspiele für die U18-Frauen-Nationalmannschaft. Bei der U18-Weltmeisterschaft 2008 war sie mit sieben Scorerpunkten die punktbeste finnische Spielerin und belegte mit der weiblichen U18-Auswahlmannschaft den sechsten Platz. Anschließend wurde sie auch in der Frauen-Nationalmannschaft eingesetzt und kam so bis 2010 auf 35 Länderspiele, in denen sie 16 Scorerpunkte sammelte. Sie erhielt die Nominierung für die Olympischen Winterspiele 2010 in Vancouver – ohne zuvor ein bedeutendes internationales Turnier gespielt zu haben – und gewann dort mit den finnischen Frauen die Bronzemedaille.
Bei der Weltmeisterschaft 2013 belegte Välimäki mit der finnischen Nationalauswahl den vierten Rang. 2014 wurde sie erneut für die Olympischen Winterspiele nominiert, absolvierte alle sechs Spiele und belegte mit dem Nationalteam den fünften Rang.
Bei den Weltmeisterschaften 2015 und 2017 gewann sie ihre ersten WM-Medaillen, wobei jeweils der dritte Platz erreicht wurde. 2018 erhielt sie abermals die Nominierung für die Olympischen Winterspiele in Südkorea und gewann wie 2010 die Bronzemedaille. Im entscheidenden Spiel um die Bronzemedaille erzielte Välimäki den 3:2-Siegtreffer gegen Russland.
Bei der Weltmeisterschaft in Finnland im Jahr 2019 erreichte Välimäki mit dem finnischen Nationalteam die erste Silbermedaille in der finnischen WM-Geschichte. Bis April 2019 absolvierte Välimäki 167 Länderspiele, in denen sie 39 Tore und 49 Torvorlagen erzielte.

## Erfolge und Auszeichnungen

### Klub-Wettbewerbe
| - 2006 Finnischer Meister mit Ilves Tampere - 2008 Finnischer Vizemeister mit Ilves Tampere - 2009 All-Star Team der SM-sarja - 2010 Finnischer Meister mit Ilves Tampere - 2010 All-Star Team, beste Stürmerin und Playoff-MVP der SM-sarja - 2010 Topscorerin und beste Torschützin der SM-sarja - 2013 Finnischer Meister mit den Espoo Blues - 2013 All-Star Team der SM-sarja - 2014 Finnischer Meister mit den Espoo Blues - 2014 All-Star Team, Beste Stürmerin und Playoff-MVP der SM-sarja - 2014 Topscorerin und beste Torschützin der SM-sarja | - 2015 Finnischer Meister mit den Espoo Blues - 2015 All-Star Team, Beste Stürmerin, Topscorerin und beste Torschützin der SM-sarja - 2016 Beste Torschützin der SM-sarja - 2017 Beste Stürmerin, All-Star Team, Topscorerin und beste Torschützin der SM-sarja - 2018 Finnischer Vizemeister mit Ilves Tampere - 2018 All-Star Team, Topscorerin und beste Torschützin der Liiga - 2019 Finnischer Vizemeister mit Ilves Tampere - 2019 Second All-Star Team der Liiga |

### International
- 2010 Bronzemedaille bei den Olympischen Winterspielen
- 2015 Bronzemedaille bei der Weltmeisterschaft
- 2017 Bronzemedaille bei der Weltmeisterschaft
- 2018 Bronzemedaille bei den Olympischen Winterspielen
- 2019 Silbermedaille bei der Weltmeisterschaft

## Karrierestatistik
(Legende zur Spielerstatistik: Sp oder GP = absolvierte Spiele; T oder G = erzielte Tore; V oder A = erzielte Assists; Pkt oder Pts = erzielte Scorerpunkte; SM oder PIM = erhaltene Strafminuten; +/− = Plus/Minus-Bilanz; PP = erzielte Überzahltore; SH = erzielte Unterzahltore; GW = erzielte Siegtore; 1 Play-downs/Relegation; Kursiv: Statistik nicht vollständig)